# Spodnja Kapla
Spodnja Kapla – wieś w Słowenii, w gminie Podvelka. W 2018 roku liczyła 341 mieszkańców.